# Landsverk L-110
De Landsverk L-110 werd ontwikkeld door het Zweedse bedrijf AB Landsverk in 1933. Het was een pantservoertuig dat zowel op wielen als op rupsen kon rijden. De tank werd geproduceerd in 1934 en getest in 1935 en 1936. Waarschijnlijk liepen deze tests gelijk met de tests van de Landsverk L-30. Het chassis is duidelijk versimpeld. Het model was bedoeld om voor latere modellen een verbeterd chassis te kunnen ontwikkelen. Er werd daarvoor echter besloten om een tank te produceren zonder bewapening, in feite was het dus een pantservoertuig. Er is zeer weinig informatie over dit voertuig bekend, eigenlijk niet meer dan enkele foto's. Er zijn twee prototypes geproduceerd met de nummers 35 en 36. Het project werd gestopt vanwege andere prioriteiten.